# 盧卡·米利沃耶維奇
盧卡·米利沃耶維奇（1991年4月7日—）是一位塞爾維亞足球運動員。在場上的位置是中場，現時效力阿聯酋職業足球聯賽俱樂部沙比阿爾阿里。他也代表塞爾維亞國家足球隊參賽。

## 外部連結
- Luka Milivojević （页面存档备份，存于） at Utakmica.rs
- 盧卡·米利沃耶維奇 個人資料 於reprezentacija.rs
- 盧卡·米利沃耶維奇在BDFutbol中的档案